# فهرست استانداران اردبیل
این فهرست اسامی استانداران استان اردبیل، (از سال تشکیل استان در سال ۱۳۷۲ تاکنون) می‌باشد.

## فهرست
| ر. | نام               | شروع          | پایان         | دولت    | رئیس دولت | م. |
| -- | ----------------- | ------------- | ------------- | ------- | --------- | -- |
| ۱  | محمود احمدی‌نژاد   | ۱ آذر ۱۳۷۲    | ۲۰ مهر ۱۳۷۶   | ششم     | هاشمی     |    |
| ۲  | سید حمید طهایی    | ۲۰ مهر ۱۳۷۶   | ۵ آبان ۱۳۸۱   | هفتم    | خاتمی     |    |
| ۲  | سید حمید طهایی    | ۲۰ مهر ۱۳۷۶   | ۵ آبان ۱۳۸۱   | هشتم    | خاتمی     | .  |
| ۳  | سید جواد نگارنده  | ۵ آبان ۱۳۸۱   | ۴ آبان ۱۳۸۴   | هشتم    | خاتمی     |    |
| ۴  | علی نیکزاد        | ۴ آبان ۱۳۸۴   | ۱ دی ۱۳۸۷     | نهم     | احمدی‌نژاد |    |
| ۵  | منصور حقیقت‌پور    | ۱ دی ۱۳۸۷     | ۲۳ تیر ۱۳۸۹   | نهم     | احمدی‌نژاد |    |
| ۵  | منصور حقیقت‌پور    | ۱ دی ۱۳۸۷     | ۲۳ تیر ۱۳۸۹   | دهم     | احمدی‌نژاد |    |
| ۶  | سید حسین صابری    | ۲۳ تیر ۱۳۸۹   | ۵ شهریور ۱۳۹۱ |         | احمدی‌نژاد |    |
| ۷  | اکبر نیکزاد       | ۵ شهریور ۱۳۹۱ | ۱۵ آبان ۱۳۹۲  |         | احمدی‌نژاد |    |
| ۸  | مجید خدابخش       | ۱۵ آبان ۱۳۹۲  | ۲ مهر ۱۳۹۶    | یازدهم  | روحانی    |    |
| ۹  | اقبال عباسی       | مهر ۱۳۹۶      | ۷ آبان ۱۳۹۶   | دوازدهم | روحانی    |    |
| ۱۰ | اکبر بهنام‌جو      | ۷ آبان ۱۳۹۶   | ۴ مهر ۱۴۰۰    | دوازدهم | روحانی    |    |
| ۱۱ | سید حامد عاملی    | ۴ مهر ۱۴۰۰    | ۲۷ آبان ۱۴۰۳  | سیزدهم  | رئیسی     |    |
| ۱۲ | مسعود امامی یگانه | ۲۷ آبان ۱۴۰۳  | متصدی         | چهاردهم | پزشکیان   |    |